# Ghorak (district)
Ghorak est un district situé dans le nord-ouest de la province de Kandahâr en Afghanistan. Il est bordé par les provinces de Helmand à l'ouest et d'Orozgân au nord ainsi que les districts de Naish au nord, de Khakrez à l'est et de Maywand au sud. Sa population était de 8 600 habitants en 2006. Le centre du district est le village de Ghorak situé dans l'Ouest du district.

## Crédit d'auteurs
- (en) Cet article est partiellement ou en totalité issu de l’article de Wikipédia en anglais intitulé « Ghorak District » (voir la liste des auteurs).